# Aeshna surinamo
Aeshna surinamo är en trollsländeart som beskrevs av Lichtenstein 1796. Aeshna surinamo ingår i släktet mosaiktrollsländor, och familjen mosaiktrollsländor. Inga underarter finns listade i Catalogue of Life.